# Мариано IV (Арборея)
Мариано IV Великий (сард. Marianu IV de Arbarèe, итал. Mariano IV d’Arborea; 1319 — 1375) — судья Арбореи с 1347 года.
Сын Угоне II. Воспитывался в Барселоне при дворе Альфонса IV Арагонского. Наследовал брату — Пьетро III.
В 1336 году женился на Тимбор, дочери виконта Далмацио IV ди Рокаберти и Беатрисы ди Серралонга, баронессы Кабрениса.
В 1339 году получил в лен от арагонского короля Педро IV графства Бас (Испания), Гочеано и Мармилья.
Хотя Арборея более полувека была союзницей Арагона, Мариано IV после вступления на престол решил сменить политику. В 1353 году он заключил альянс с генуэзцами и Дориа, находившимися в состоянии войны с каталонцами. Его первым успехом в войне был захват Алгеро, за которым последовали другие завоевания.
В 1354 году в Сардинии высадился Педро IV. Война шла с переменным успехом, и в конце 1355 года было заключено перемирие. По его условиям Мариано IV возвращал Алгеро, но сохранял все остальные позиции.
В 1365 году война возобновилась. Папа Урбан V утвердил Мариано IV в качестве князя всего острова за исключением Сассари, Альгеро и Кальяри. Педро IV с помощью флота под командованием Пере де Луна высадил свои войска на побережье Арбореи и направился вглубь, обходя укреплённые города. В результате его армия попала в окружение и была разбита. В 1368 году Мариано IV занял Сассари.
Он умер в мае 1375 года от бубонной чумы, во время приготовлений к следующему военному походу.

## Семья
Дети:
- Угоне III, судья Арбореи
- Элеанора, юдикесса Арбореи
- Беатриса (ум. 1377), жена Эмери VI, виконта Нарбонна.